# Future Nostalgia (brano musicale)
Future Nostalgia è un brano musicale della cantante britannica Dua Lipa, pubblicato il 13 dicembre 2019 come singolo promozionale dal secondo album in studio omonimo.

## Descrizione
La cantante ha annunciato il brano tramite i suoi social network il giorno precedente alla pubblicazione. La canzone è stata descritta come un suono allegro; l'obbiettivo di Lipa è quello di realizzare «qualcosa che fosse nostalgico ma che avesse anche qualcosa di fresco e futuristico».

## Accoglienza
Tom Breihan di Stereogum ha elogiato la produzione della canzone, paragonandola a Random Access Memories dei Daft Punk.

## Tracce
Testi e musiche di Dua Lipa, Jeff Bhasker e Clarence Coffee Jr..
1. Future Nostalgia – 3:04

## Formazione
Musicisti
- Dua Lipa – voce
- Kamille – cori
- Jeff Bhasker – tastiera, sintetizzatore
- Homer Steinweiss – batteria
- Jeff Bhasker – programmazione della batteria
- Jerry Singh – programmazione aggiuntiva

Produzione
- Jeff Bhasker – produzione
- Chris Gehringer – mastering
- Josh Gudwin – missaggio
- Will Quinnell – assistenza al mastering
- Elijah Marrett-Hitch – assistenza al missaggio
- Dave Cerminera – ingegneria del suono

## Classifiche
| Classifica (2019-20) | Posizione massima |
| -------------------- | ----------------- |
| Croazia              | 80                |
| Grecia               | 96                |
| Irlanda              | 83                |
| Lituania             | 46                |
| Portogallo           | 104               |
| Slovacchia           | 95                |
| Spagna               | 99                |